# باب الحارة (الجزء الثاني عشر)
باب الحارة (الجزء الثاني عشر) هو الجزء الثاني عشر من المسلسل الشامي باب الحارة يعرض في رمضان 2022 من إخراج محمد زهير رجب وتأليف مروان قاووق .

## القصة
يشتعل الصراع من جديد بين أبو مصطفى وأبو النار ويحاول أبو مصطفى تحريض أهل الحارة على أبو النار لكي يضطر الأخير لمغادرة الحارة رفقة نجله يحيى.

## طاقم العمل
- سلمى المصري
- تيسير إدريس
- نجاح سفكوني
- عبير شمس الدين
- أمانة ؤالي
- رنا جمول
- رائد مشرف